# Goldrush
Goldrush es el quinto álbum del dúo danés Safri Duo. Contiene una gran variedad de composiciones, algunas de las cuales son arreglos (hechos por Safri Duo), de conocidas piezas clásicas.

## Listado de canciones
| N.º | Título                                                                        | Duración |  |
| 1.  | «Prelude and Fugue, for keyboard No. 3 in C sharp major (Prelude)»            | 1:34     |  |
| 2.  | «Prelude and Fugue, for keyboard No. 3 in C sharp major (Fugue)»              | 2:26     |  |
| 3.  | «Prelude & Fugue for piano in F minor»                                        | 3:28     |  |
| 4.  | «Fantasy-Impromptu for piano in C sharp minor (Arr for percussion)»           | 5:25     |  |
| 5.  | «Etude for piano No. 4 in C sharp minor»                                      | 2:17     |  |
| 6.  | «Miroirs, for piano (or orchestra) (alborada del gracioso)»                   | 6:29     |  |
| 7.  | «The Well-Tempered Percussionists, pieces (3) for 2 percussionists (I)»       | 2:26     |  |
| 8.  | «The Well-Tempered Percussionists, pieces (3) for 2 percussionists (II)»      | 1:24     |  |
| 9.  | «The Well-Tempered Percussionists, pieces (3) for 2 percussionists (III)»     | 3:44     |  |
| 10. | «Safricana (Dawn)»                                                            | 2:56     |  |
| 11. | «Safricana (Mask Dance)»                                                      | 3:45     |  |
| 12. | «Safricana (Drought)»                                                         | 5:26     |  |
| 13. | «Safricana Dancers in the Night - Reminiscence (Dancers in the Night Finale)» | 5:37     |  |
| 14. | «Twine»                                                                       | 14:32    |  |
| 15. | «Goldrush»                                                                    | 12:46    |  |

## Personal
- Safri Duo	- Ensamble de Percusión, Productor
- Søren Barfoed - Notas
- Lars Grunwald	- Portada de Disco, Fotografía
- Guy Lawrence - Diseño
- Bernd Muller - Traductor de Notas
- Per Nørgård - Línea de Notas
- Jens Ostergaard - Notas
- Lars Palsig - Productor, Editor, Ingeniero
- Brigitte Pinaud - Traductor de Notas
- Anne Steeb - Traductor de Notas
- Jonathan Sydenham - Traductor de Notas
- Jacob Ter Veldhuis - Notas
- Rolf Wallin - Notas
- Michael White-Robinson - Composición

- Datos: Q2836380